# AAMI Classic 2013 - Singolare
Bernard Tomić era il detentore del titolo ma non ha partecipato a questa edizione del torneo.
Lleyton Hewitt ha sconfitto in finale Juan Martín del Potro per 6-1, 6-4.

## Teste di serie
1. Tomáš Berdych (semifinale, terza posizione)
2. Juan Martín del Potro (finale, seconda posizione)
3. Janko Tipsarević (primo turno, ritirato per un infortunio all'anca)
4. Milos Raonic (primo turno, sesta posizione)
5. Marcos Baghdatis (semifinale, quarta posizione)

1. Paul-Henri Mathieu (primo turno, ottava posizione)
2. Kei Nishikori (ha sostituito da Ivan Dodig, settima posizione)
3. Lleyton Hewitt (campione)
4. Simone Bolelli (ha sostituito Janko Tipsarević)
5. Fabio Fognini (ha sostituito Simone Bolelli, quinta posizione)

## Tabellone

### Legenda
| - Q = Qualificato - WC = Wild card - LL = Lucky loser | - ALT = Alternate - SE = Special Exempt - PR = Protected Ranking | - w/o = Walkover - r = Ritirato - d = Squalificato |

|  | Quarti di finale | Quarti di finale      | Quarti di finale | Quarti di finale | Quarti di finale |  |  | Semifinali            | Semifinali            | Semifinali            | Semifinali            | Semifinali            |   |   | Finale           | Finale           | Finale           | Finale          | Finale          |  |
|  |                  |                       |                  |                  |                  |  |  |                       |                       |                       |                       |                       |   |   |                  |                  |                  |                 |                 |  |
|  | 1                | Tomáš Berdych         | 4                | 6                | 6                |  |  |                       |                       |                       |                       |                       |   |   |                  |                  |                  |                 |                 |  |
|  | 7                | Ivan Dodig            | 6                | 2                | 3                |  |  | Tomáš Berdych         | Tomáš Berdych         | Tomáš Berdych         | 3                     | 2                     |   |   |                  |                  |                  |                 |                 |  |
|  | 8                | Lleyton Hewitt        | 6                | 1                | 7                |  |  | Lleyton Hewitt        | Lleyton Hewitt        | Lleyton Hewitt        | 6                     | 6                     |   |   |                  |                  |                  |                 |                 |  |
|  | 4                | Milos Raonic          | 3                | 6                | 64               |  |  |                       |                       |                       |                       |                       |   |   | Lleyton Hewitt   | Lleyton Hewitt   | Lleyton Hewitt   | 6               | 6               |  |
|  | 3                | Janko Tipsarević      | Janko Tipsarević | 1                | 0r               |  |  |                       |                       | Juan Martín del Potro | Juan Martín del Potro | Juan Martín del Potro | 1 | 4 |                  |                  |                  |                 |                 |  |
|  | 5                | Marcos Baghdatis      | Marcos Baghdatis | 6                | 1                |  |  | Marcos Baghdatis      | Marcos Baghdatis      | Marcos Baghdatis      | 4                     | 1                     |   |   |                  |                  |                  |                 |                 |  |
|  | 6                | Paul-Henri Mathieu    | 4                | 6                | 63               |  |  | Juan Martín del Potro | Juan Martín del Potro | Juan Martín del Potro | 6                     | 6                     |   |   |                  |                  |                  |                 |                 |  |
|  | 2                | Juan Martín del Potro | 6                | 3                | 7                |  |  |                       |                       |                       |                       |                       |   |   | Finale 3º posto  | Finale 3º posto  | Finale 3º posto  | Finale 3º posto | Finale 3º posto |  |
|  |                  |                       |                  |                  |                  |  |  |                       |                       |                       |                       |                       |   |   |                  |                  |                  |                 |                 |  |
|  |                  |                       |                  |                  |                  |  |  |                       |                       |                       |                       |                       |   |   | Tomáš Berdych    | Tomáš Berdych    | Tomáš Berdych    | 6               | 6               |  |
|  |                  |                       |                  |                  |                  |  |  |                       |                       |                       |                       |                       |   |   | Marcos Baghdatis | Marcos Baghdatis | Marcos Baghdatis | 3               | 2               |  |

### Play-offs
|  | Semifinali 5º-8º posto | Semifinali 5º-8º posto | Semifinali 5º-8º posto | Semifinali 5º-8º posto | Semifinali 5º-8º posto |  |  | Finale 5º posto    | Finale 5º posto    | Finale 5º posto | Finale 5º posto | Finale 5º posto |  |
|  |                        |                        |                        |                        |                        |  |  |                    |                    |                 |                 |                 |  |
|  | 7                      | Ivan Dodig             | Ivan Dodig             | 4                      | 4                      |  |  |                    |                    |                 |                 |                 |  |
|  | 4                      | Milos Raonic           | Milos Raonic           | 6                      | 6                      |  |  | Milos Raonic       | Milos Raonic       | Milos Raonic    | 4               | 4               |  |
|  | 9                      | Simone Bolelli         | 1                      | 6                      | 6                      |  |  | Fabio Fognini      | Fabio Fognini      | Fabio Fognini   | 6               | 6               |  |
|  | 6                      | Paul-Henri Mathieu     | 6                      | 4                      | 3                      |  |  |                    |                    |                 |                 |                 |  |
|  |                        |                        |                        |                        |                        |  |  |                    |                    |                 |                 |                 |  |
|  |                        |                        |                        |                        |                        |  |  | Finale 7º posto    |                    |                 |                 |                 |  |
|  |                        |                        |                        |                        |                        |  |  |                    |                    |                 |                 |                 |  |
|  |                        |                        |                        |                        |                        |  |  | Kei Nishikori      | Kei Nishikori      | 6               | 4               | 6               |  |
|  |                        |                        |                        |                        |                        |  |  | Paul-Henri Mathieu | Paul-Henri Mathieu | 0               | 6               | 3               |  |